# 99824 Polnareff
A 99824 Polnareff (ideiglenes jelöléssel 2002 MN3) a Naprendszer kisbolygóövében található aszteroida. M. Ory fedezte fel 2002. június 29-én.